# Campo de Cuéllar
Campo de Cuéllar es una localidad, constituida como entidad local menor, perteneciente al municipio de Cuéllar, en la provincia de Segovia, comunidad autónoma de Castilla y León, España. Cuenta con una población de 217 habitantes (INE 2023).
En su término local se encuentra el despoblado de Pelegudos.

## Historia
Su origen puede fecharse entre los siglos XI y XII, cuando tiene lugar el nacimiento del resto de poblaciones pertenecientes a la Comunidad de Villa y Tierra de Cuéllar. Fue llamada primeramente Aldea del Campo, para pasar a partir del siglo XVI a denominarse simplemente El Campo.
Con la división de municipios y provincias adoptó su nombre actual, por pertenecer al municipio de Cuéllar, del que forma parte desde el año 1971.
Se constituye en Entidad Local Menor desde el 23 de diciembre de 1977 En fecha 14 de octubre de 1999 se le deniega su constitución como municipio independiente.

## Demografía
| Gráfica de evolución demográfica de Campo de Cuéllar entre 1842 y 1970 |
| |
| Población de derecho según los censos de población del INE Población de hecho según los censos de población del INEEn 1971 este municipio desaparece porque se integra en el municipio Cuéllar |

## Economía
Al encuadrarse dentro de la comarca de El Carracillo, su economía se basa principalmente en la agricultura, destacando de manera especial las hortalizas. También pertenece a la comarca natural Tierra de Pinares, siendo la madera y el aprovechamiento de montes otra parte de su economía.

## Administración y política
Depende del Ayuntamiento de Cuéllar, pero cuenta con su propia alcaldía con cierto grado de autogestión al ser una entidad local menor desde 1977.
| Periodo   | Nombre                         | Partido |
| --------- | ------------------------------ | ------- |
| 1991-1995 | María Fuencisla García Gilsanz | PP      |
| 1995-1999 | Felisa Cocero Polo             | PP      |
| 1999-2003 | Pedro Yuste Pascual            | PP      |
| 2003-2007 | Jesús María Pilar Herrero      | PP      |
| 2007-2011 | Jesús María Pilar Herrero      | PP      |
| 2011-2015 | Jesús María Pilar Herrero      | PP      |
| 2015-2019 | Jesús María Pilar Herrero      | PP      |
| 2019-2023 | Jesús María Pilar Herrero      | PP      |
| 2023-act. | Guillermo Álvaro Alonso        | PP      |

### Organización municipal
Como Entidad Local Menor, dispone de una Junta Vecinal regulada por la Ley de Régimen Local de 1998 de Castilla y León. Al frente de esta Junta Vecinal hay un alcalde pedáneo, elegido democráticamente por los camperos. Este alcalde pedáneo nombra a tres miembros de la Junta Vecinal, que se completa con el candidato de la segunda lista más votada.

## Cultura

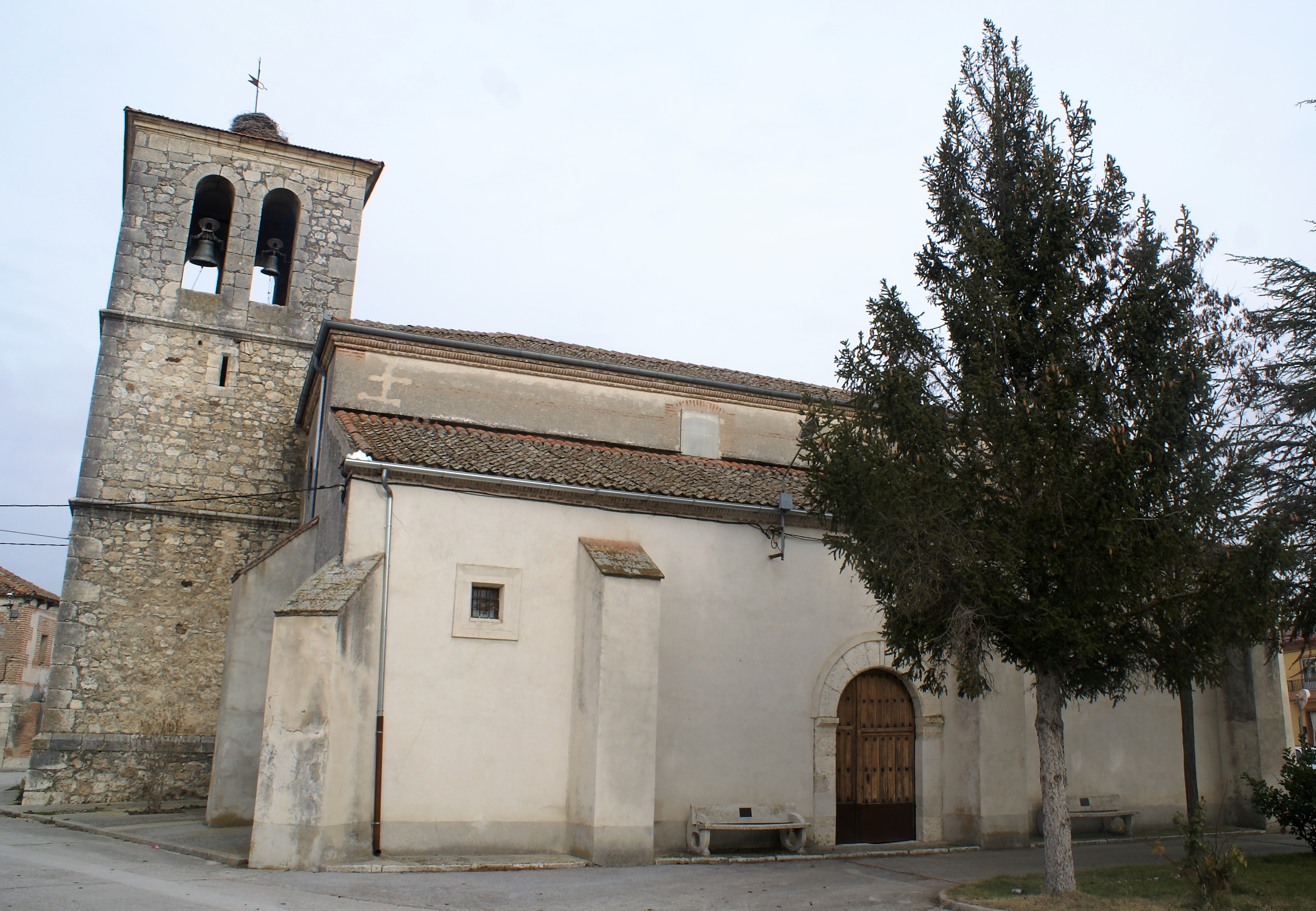
Iglesia parroquial de San Juan Bautista

### Patrimonio
- Iglesia parroquial, con advocación a San Juan Bautista, con origen en el siglo XVI, es uno de sus principales atractivos;
- Ermita de San Mamés, en restos de la iglesia medieval románica del despoblado de Pelegudos del que fue iglesia, que posee un ábside mudéjar. Fechada en el siglo XIII;
- Antiguo palomar;
- Lagunas de Adobales y Herrera;
- Huertas de El Carracillo;
- Olma seca centenaria.[7][8][9]

### Fiestas
- San Isidro, el 15 de mayo;
- San Urbán, el 25 de mayo;
- Santa Isabel, el primer sábado de julio;
- Actividades y feria ecológica a principios de agosto;
- San Juan Degollado, el tercer domingo de agosto.[7][8][9]